# George Saiko
Escritor de origen austríaco, nacido el 5 de febrero de 1892 en Seestadtl, cerca de Komotau, al norte de Bohemia, y fallecido el 23 de diciembre de 1962, en Rehawinkel, cerca de Viena.

## Biografía
Estudió filosofía, psicología, arquitectura e historia del arte en la Universidad de Viena. Realizó largos viajes por el extranjero y fue colaborador habitual de publicaciones inglesas como "Action". 

## Obras
Sus dos novelas principales son "Sobre la balsa" ("Auf dem floss", 1948) y "El hombre de los juncos" ("Der mann im schilf", 1955).

### Características
Sus obras son consideradas por la crítica entre los logros más importantes de la literatura en lengua alemana de postguerra. 
Su carrera literaria responde a la búsqueda de un realismo mágico próximo al surrealismo.
Su obra refleja, desde una postura crítica, la vida austriaca en el periodo de entreguerras, a la vez que lleva a cabo un innovador análisis de las relaciones humanas, y de la violencia que se genera entre los seres humanos en momentos de tensión. 
Cultivó también el ensayo y colaboró en la revista en lengua alemana "Viener Bücherbriefe".  Póstumamente apareció su obra "Die erste und die letzte Erzählung", en 1968.
- Datos: Q86490
- Multimedia: George Saiko / Q86490